# Pickworth (Rutland)
Pour les articles homonymes, voir Pickworth.
Pickworth est un village et une paroisse civile du Rutland, en Angleterre.